# بابلسر
بَابُلْسَر مدينة إيرانية تقع في محافظة مازندران في شمال إيران، بين بحر الخَزَر وسلسلة جبال البرز. هذه المدينة هي مركز مقاطعة بابلسر. يبلغ عدد سكانها 47,872 حسب احصاء عام 2006 م.

## أعلام
- صابر مير قرباني
- مهدي الطلوتي